# Marcos Soares
Marcos Soares, född den 16 februari 1961 i Rio de Janeiro, är en brasiliansk seglare.
Han tog OS-guld i 470 i samband med de olympiska seglingstävlingarna 1980 i Moskva.